# Space Empires V
Space Empire V est un jeu vidéo 4X de stratégie au tour par tour développé par Malfador Machinations, sorti en 2006 sur PC (Windows).

## Accueil
| Space Empires V |      |       |
| Média           | Pays | Notes |
| GameSpot        | US   | 66 %  |
| Jeuxvideo.com   | FR   | 12/20 |